# Blaberus giganteus
Espèce
Blaberus giganteus est une blatte de la famille des Blaberidae vivant dans les régions forêts pluviales d'Amérique du Sud. Elle peut atteindre 90 mm, ce qui en fait une des plus grandes blattes du monde. Mâles et femelles sont ailés, le sexage repose sur l'observation du dernier segment de l'abdomen, étant plus long chez la femelle (elle est plus longue que Macropanesthia rhinoceros du Queensland, mais moins lourde).

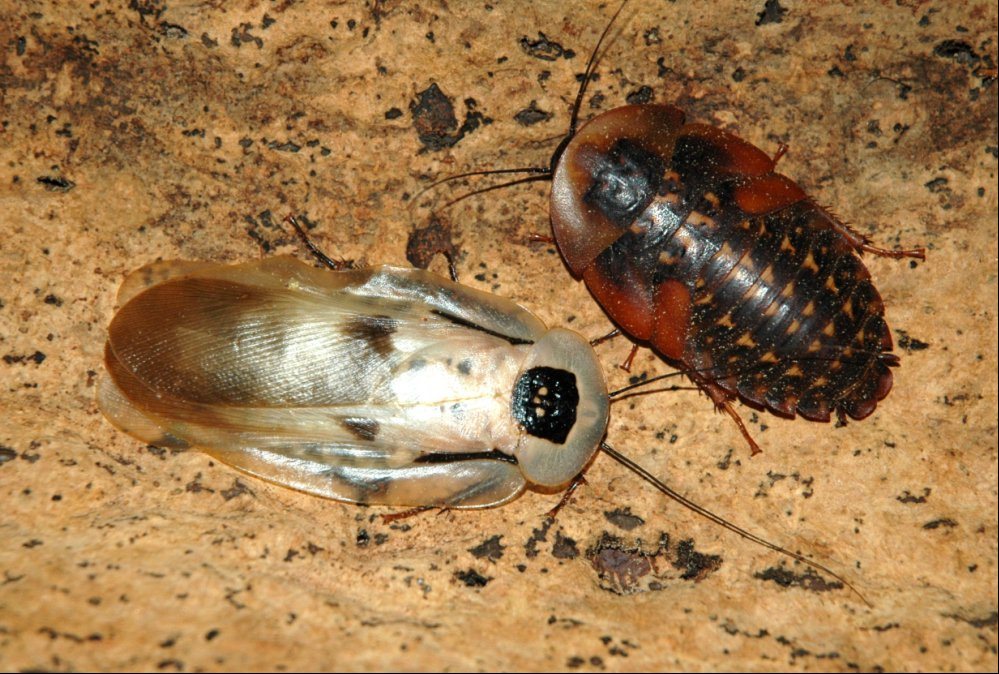
Adulte et subadulte